# Јуре Каракаш
Јуре Каракаш (Подлапача, код Удбине, Лика, 20. септембар 1941) је хрватски писац.
Пише песме и романе за децу. Познате књиге за децу су му: Сјеме на вјетру, Побуњеници, Граматика у стиху.

## Књиге

### Поезије
- Пјесме
- Стара лика
- Ловци на дугу
- Зелени дворац
- Граматика у стиху
- На згариштима звијезде
- Мали римајир
- Словарица

### Прозе
- Побуњеници
- Сјеме на ветру
- Лудо љето
- Крбавска битка
- Књижевни велебит
- Један поглед
- Мачеви, топови, музе и попови
- О књижевном опусу Јозе Вркића
- Подлапац - монологија
- Сања и лутке
- Тридесет година младости